# The Old Code (film 1915)
The Old Code è un cortometraggio muto del 1915 diretto da E.A. Martin. Il regista firmò anche la sceneggiatura, tratta da James Oliver Curwood.

## Trama
Marie è talmente sicura dell'amore di Pierre che si diverte a farlo ingelosire. Qualche volta in maniera troppo azzardata, come quando, un giorno, invita ad accompagnarla al fiume, a prendere dell'acqua, Langlois, un boscaiolo che ha mostrato di essere interessato a lei. Pierre resta senza parole. Intanto, Langlois, senza farsi vedere, ha tagliato a Marie una ciocca di capelli. Pensando di essere stato incoraggiato dalla ragazza, Langlois la prende tra le braccia, cercando di baciarla. Lei scappa piangendo e si rifugia nella sua capanna mentre Langlois, dopo avere incontrato Pierre, gli mostra con irrisione il ricciolo di capelli, facendogli intendere che Marie lo preferisce a lui. I due  si preparano a combattere davanti a tutti gli uomini della foresta convenuti sul campo e Lota, una ragazza gelosa di Marie, le porta la notizia. Marie, non rendendosi conto ancora della gravità della situazione, scrive due biglietti: uno per Pierre, dove lo rassicura del suo amore, e uno per Langlois, dove gli esprime il suo disprezzo. Poi, li affida a Lota. Lei, volendo rovinare la relazione tra Pierre e Marie, taglia i nomi dei destinatari dal testo e consegna il biglietto di Langlois a Pierre, e quello di Pierre a Langlois, raccontando a quest'ultimo cos'ha fatto.

Pierre, pieno di rabbia, urla a tutti che richiede il diritto del "vecchio codice", una lotta all'ultimo sangue sull'isola. I due rivali vengono portati in barca sull'isola vicina, in mezzo al fiume, già teatro di episodi terribili. Pierre viene sbarcato su una delle estremità dell'isola, Langlois all'altra. Marie, intanto, ha trovato dei piccoli indiani che stanno giocando con dei pezzi di carta: sono quelli strappati ai due biglietti. Rendendosi finalmente conto di ciò che sta accadendo, la ragazza si precipita sull'isola portandosi dietro il fucile di un vecchio indiano. La situazione è drammatica: Pierre è stato catturato e Langlois si prepara a finirlo dopo averlo torturato a morte. Usando il fucile, Marie salva l'uomo amato al quale spiega cos'è successo. Langlois, ferito, viene cacciato dal paese quando la gente viene a conoscenza del suo comportamento sleale.

## Produzione
Il film fu prodotto dalla Selig Polyscope Company.

## Distribuzione
Distribuito dalla General Film Company, il film - un cortometraggio in due bobine - uscì nelle sale cinematografiche statunitensi l'11 gennaio 1915.